# Tadeo Vergara
Tadeo Vergara y Sanz de Santamaría (Santafé  1780 - Pore 1818) fue un letrado, militar, patriota y mártir neogranadino, vicerrector del Colegio del Rosario y partícipe en la lucha por la independencia de la Nueva Granada. Capturado tras la reconquista española, fue obligado a servir como soldado raso en el ejército realista y posteriormente asesinado en Casanare.

## Biografía
Nació en Santafé de Bogotá en 1780, hijo de Francisco Javier de Vergara y Caycedo, abogado, escritor, magistrado, educador, académico, político y diplomático neogranadino y de Francisca Sanz de Santamaría de una familia reconocida en Bogotá. Estudió en el Colegio Mayor de Nuestra Señora del Rosario, donde años más tarde se desempeñó como vicerrector. En 1811 era personero del consejo de Bogotá y procurador público.
Durante el proceso independentista, apoyó la causa republicana siendo oficial de Antonio Nariño, fue comandante de las primeras tropas de la expedición libertadora de Popayán y así fue de los primeros en salir hacia las campañas del sur mandando a más de 100 soldados. También sirvió como embajadorante Antonio Barayá y comandante lo que lo convirtió en objetivo de las fuerzas realistas tras la reconquista de 1816 a manos de Pablo Morillo. Fue capturado en Santafé y sentenciado a servir como soldado raso en el ejército realista, una práctica común para degradar a los insurgentes. Fue enviado en una cadena de prisioneros hacia los Llanos de Casanare bajo el mando del oficial realista Juan Carlos Toirá, que participó y murió en la Batalla de Boyacá.
En Pore, luego de un prolongado martirio, fue asesinado a golpes de palo a la edad de 36 años. Su muerte simboliza la represión brutal ejercida por las autoridades españolas contra los insurgentes neogranadinos.
Fue hermano de Estanislao Vergara, ministro de Simón Bolívar durante el periodo llamado como la Gran Colombia.
Aparece retratado en el panel central del tríptico El Juramento de Nariño, una obra del pintor Francisco Antonio Cano Cardona, exhibida en el Museo Nacional de Colombia. La pintura representa la ceremonia realizada el 31 de agosto de 1813 en la Iglesia de San Agustín, donde Antonio Nariño, su hijo Antonio Nariño y Ortega, y otras figuras como Pantaleón Gutiérrez, José de Ayala y Vergara, y Manuel Benito de Castro juraron defender la independencia de Cundinamarca ante la amenaza del general Juan de Sámano. En la escena, Vergara aparece de espaldas, empuñando una espada.